# Отечество для всех
«Отечество для всех» (исп. Patria para Todos, PPT) — венесуэльская левая политическая партия, основана 27 сентября 1997 года группой членов партии «Радикальная причина», поддержавших выдвижение в президенты Уго Чавеса. За время правления Чавеса (1999—2013) «Отечество для всех» то поддерживала его режим, то переходила в оппозицию. Некоторые из её членов занимали высокие государственные посты.

## Идеология
В основе идеологии PPT лежит революционно-политическая философия венесуэльского левого идеолога и политика Альфредо Манейро (1937—1982), сторонника демократического социализма и либертарного марксизма — диссидентского течения, в своё время отделившегося от ортодоксального марксизма. «Отечество для всех» выступает за переход от капитализма к социализму через демократическую систему и обобществление средств производства в рамках демократического социализма. Его лозунг — «Политическая эффективность и революционное качество» (исп. La Eficacia Politica y la Calidad Revolucionaria).

## История
Партия «Отечество для всех» возникла 27 сентября 1997 года в результате разделения другой политической организации, партии «Радикальная причина», созданной в 1971 году группой диссидентов из Коммунистической партии Венесуэлы во главе с партизанским командиром Альфредо Манейро. Основатели партии были недовольны авторитарным социализмом марксистов-догматиков. В 1997 году внутри «Радикальной причины» разгорелся конфликт по вопросу выбора кандидата на пост губернатора штата Боливар. Усугубили противостояние споры о возможной поддержке Уго Чавеса на президентских выборах 1998 года. В результате, правое крыло партии во главе с Андресом Веласкесом и Виктором Морено смогло установить контроль над «Радикальной причиной», а исключённые лидеры левого крыла Пабло Медина и Аристобуло Истурис основали свою организацию.
С момента своего основания в 1997 году PPT поддерживала кандидата Движения за Пятую республику Уго Чавес, несмотря на сомнения некоторых своих лидеров, вызванных его невысоким в тот момент рейтингом (8 %). Партия присоединилась к избирательному альянсу «Патриотический полюс» (исп. Polo Patriótico), который составили партия Чавеса, Движение к социализму, Народное избирательное движение, Коммунистическая партия Венесуэлы и ряд других левых партий. В региональных выборах 8 ноября 1998 года PPT поддержала кандидатов своих союзников по «Патриотическому полюсу», сумевшему победить в трех штатах (Ансоатеги, Гуарико и Варгас). По итогам парламентских выборах, также состоявшихся 8 ноября 1998 года, PPT завоевала семь мест в Палате депутатов и одно в Сенате. Через месяц, 6 декабря, Уго Чавес победил на президентских выборах, инициировав идеологический и социальный проект под названием Боливарианская революция. В рамках этого проекта в 1999 году была осуществлена реформа конституции. В апреле состоялся консультативный референдум, большинство участников которого одобрили предложение Чавеса созвать Конституционную ассамблею для разработки и принятия новой конституции. Летом прошли выборы в Конституционную ассамблею, на которых «Патриотический полюс» завоевал 121 место из 128. В декабре на референдуме была принята конституция Боливарианской республики Венесуэла, как отные стала называться страна. Во всех трёх кампаниях 1999 года PPT участвовала на стороне Уго Чавеса.
В выборах в новый однопалатный парламент 30 июля 2000 года PPT участвовала отдельно от «Патриотического полюса», также как в региональных и муниципальных выборах, которые проходили в один день с парламентскими. В результате партия получила 2,27 % и завоевала 1 место в Национальной ассамблее. По итогам региональных выборов PPT одержала победу в штате Гуарико, губернатором которого стал её кандидат Эдуардо Мануитт, также её представители стали мэрами 15 муниципалитетов. На президентских выборах, также состоявшихся в один день с парламентскими, партия поддержала кандидатуру действующего президента Уго Чавеса, который уверенно добился переизбрания.
В 2002 году PPT вернулась в лагерь сторонников Чавеса, вступив в предвыборный Блок за перемены (исп. Bloque del Cambio), после чего некоторые из членов партии заняли руководящие государственные посты. На региональных выборах 31 октября 2004 года PPT получила 194 656 голосов (3 %), добившись переизбрания Мануитт на пост губернатора Гуарико и завоевав посты мэров теперь уже в 17 муниципалитетах. На муниципальных выборах 7 августа 2005 года партия получила 6 % голосов избирателей. На парламентских выборах 4 декабря 2005 года PPT , благодаря отказу ведущих оппозиционных партий участвовать в них, смогла выиграть десять мест, став третьей силой в Национальной ассамблее.
На президентских выборах 3 декабря 2006 года PPT присоединился к избирательному союзу, который поддерживал переизбрание Уго Чавеса, принеся ему 597 461 голосов (5,13 %).
Сразу после своей третьей подряд победы Уго Чавес выступил с инициативой объединения всех сторонников Боливарианской революции в одну партию. В начале 2007 года Национальный секретарь PPT Хосе Альборнос выразил сомнение в необходимости такого объединения. С ним согласились далеко не все члены партии, что привело к расколу. В результате PPT покинули и присоединились к создававшейся Единой социалистической партии Венесуэлы шесть из десяти Национальной ассамблеи депутатов партии, губернатор Гуарико Мануитт, ряд мэров и других региональных и местных лидеров. Из руководства PPT остались в партии Хосе Альборнос, Рафаэль Ускатеги, Пастора Медина и другие.
Несколько месяцев спустя, 15 августа 2007 года, президент Чавес предложил провести референдум о внесении изменений сразу в 69 статей Конституции Венесуэла, в частности эти поправки предусматривали юридическое преобразование Венесуэлы в социалистическое государство, увеличить президентский срок с шести до семи лет и снять ограничения на переизбрание. PPT поддержала очередную конституционную реформу и присоединилась к 15 другим политическим организациям для проведения кампании «Да». Референдум 2 декабря отверг поправки, сохранив конституцию.
В начале 2008 года Национальный секретарь PPT Хосе Альборнос был избран вторым вице-президентом Национальной Ассамблеи. В региональных и местных выборах в ноябре 2008 года PPT вначале собиралась участвовать самостоятельно, но затем присоединилась к блоку «Большой патриотический полюс» (исп. Gran Polo Patriótico), созданному Единой соцпартией Чавеса и Компартией. Было запланировано позднее сформировать широкую коалицию под названием «Патриотический альянс» (исп. Alianza Patriótica). Но партиям не удалось достигнуть консенсуса в вопросе совместного выдвижения кандидатов. 11 октября 2008 года Уго Чавес осудил PPT и КПВ за отказ присоединиться к ЕСПВ и обвинил их в контрреволюции, лжи, несправедливости и ожидании его скорой смерти. На выборах 23 ноября 2008 года PPT получила 196 790 голосов (1,78 %), сумев победить только в 5 муниципалитетах.
В декабре 2008 года Чавес предложил внести поправки в 5 статей конституции, чтобы снять ограничения на переизбрание. В начале января 2009 года, Чавес согласился включить в проект конституционной поправки неограниченное переизбрание также для губернаторов, мэров и депутатов, тем самым приняв предложение PPT. После этого партия присоединилась к «Команде Симона Боливара» (исп. Comando Simón Bolívar), который была создана с целью внести изменения в конституцию, что и произошло на референдуме 15 февраля 2009 года.
В начале марта 2010 года губернатор штата Лара Энри Фалькон выступил с критикой президента Чавеса, оставил ЕСПВ и присоединился к PPT, что спровоцировало новый раскол. 19 марта 2010 года сразу 110 видных членов партии, не согласные с принятием Фалькона в PPT, перешли в ЕСПВ.
В середине мая 2010 года Национальный секретарь PPT Хосе Альборнос был отправлен в отставку с поста второго вице-президента Национальной ассамблеи и заменён на члена ЕСПВ. Причиной отставки стали критические замечания Альборноса о недостатке демократичности у правящей партии и его отсутствие на одной из сессий парламента. В ответ Альборнос обвинил социалистов в нетерпимости и неуважении к чужому мнению, а также в нарушении Конституции и Регламента внутренних дел и дискуссий. Переход Фалькона в PPT и конфликт со снятием Альборнос ещё более ухудшил отношения между двумя партиями, которые не были безоблачными с самого начала.
По итогам парламентских выборов 26 сентября 2010 года PPT получила 354 677 голоса (3,14 %), завоевав 2 места в Национальной ассамблее. Впрочем, несмотря на небольшое количество парламентских представителей значимость PPT даже выросла, так как правящая коалиция ЕСПВ—КПВ не смогла добиться большинства в три пятых голосов (99 мест), и, следовательно, для принятия важных решений, в частности, утверждения так называемого органического законодательства (венесуэльский аналог конституционных законов в РФ) ей требовалась поддержки, по крайней мере двух депутатов от других партий.
На региональных выборах 5 декабря 2010 года PPT изменила свою стратегию, пойдя на сотрудничество с античавистской коалицией «Круглый стол демократического единства». В результате PPT добились победы своего кандидата Либорио Гуарулья на выборах губернатора штата Амасонас.
В мае 2011 года руководство PPT начало переговоры с губернатором штата Миранда и лидером партии «За справедливость» Энрике Каприлесом о поддержке его кандидатуры на президентских выборах 2012 года. Именно Каприлес в итоге возглавил античавистскую оппозицию в её борьбе против переизбрания Чавеса на четвёртый срок подряд. Это решение во многом стало причиной нового раскола, в результате которого оформились три фракции: правая Национальная PPT (исп. PPT-Nacional) во главе с Симоном Кальсадилья и две левые, PPT-Maneiro во главе с Луисом Теллериа и Хосе Мануэлем Лопесом, и Оригинальная PPT (исп. PPT-Originario) во главе с Рафаэлем Ускатеги и Иленией Мединой. Раскол усугубила отставка Хосе Альборноса с поста Национального секретаря, спровоцировавшая борьбу за этот пост. 27 сентября 2011 года PPT-Maneiro провело внеочередную Национальную ассамблею партии, на которой новым главой PPT был выбран Алехандро Теллериа. 15 октября 2011 года прошла ещё одна внеочередная Национальная ассамблея, на которой в результате прямого и тайного голосования 305 делегатов было принято решение поддержать кандидатуру Энрике Каприлес на президентских выборах 2012 года и избран новый Национальный секретарь, которым стал Симон Кальсадилья. Лидер Оригинальной PPT Рафаэль Ускатеги обвинил своих оппонентов в нарушении избирательного процесса при проведении ассамблеи.
Конфликт трёх фракций был в итоге разрешён Избирательной палатой Верховного суда Венесуэлы (исп. Sala Electoral del Tribunal Supremo de Justicia de Venezuela), которая в итоге признала законным избрание на пост Национального секретаря Рафаэля Ускатеги, тем самым закрепив все права на название партии и её символику за Оригинальной PPT. Это решение суда и курс Ускатеги на сотрудничество с пропрезидентским блоком «Большой патриотический полюс» привели к выходу из партии правого крыла. 25 июня 2012 года Симон Кальсадилья основал левоцентристскую партию «Прогрессивное движение Венесуэлы». Часть деятелей PPT-Nacional во главе с Либорио Гуарулья и Энри Фальконом создали свою партию — леволиберальную Расширенную прогрессивную (Последовательное развитие, исп. Avanzada Progresista).
Президентские выборы 7 октября 2012 года завершились уверенной победой уже больного Чавеса, при этом PPT, как член «Большого патриотического полюса» завоевала 220 003 голосов или 1,47 % от общего числа голосов поданных за действующего президента. Вскоре после своего переизбрания Чавес скончался. что привело к досрочным президентским выборам 14 апреля 2013 года, на которых «Отечество для всех» поддержала преемника Чавеса Николаса Мадуро, принеся ему 117 485 голосов, 1,54 % от общего числа голосов плданных за его избрание.
Очередные муниципальные выборы, перенесённые из-за смерти Чавеса на 8 декабря 2013 года, оказались для партии малоуспешными. Ей удалось одержать победу только на выборах мэра муниципалитета Токоперо (штат Фалькон).
В парламентских выборах 6 декабря 2015 года PPT приняла участие в составе левой коалиции «Большой патриотический полюс». Итоги выборов для чавистов оказались неутешительными. Впервые с 2000 года оппозиция смогла получить большинство в парламенте. Ещё хуже итоги оказались для партии «Отечество для всех», которая впервые в своей истории осталась без представительства в Национальной ассамблее. Теперь в соответствии с законом о политических партиях PPT, получившей менее 1 % голосов, придётся представить в Национальный избирательный совет для проверки списки своих сторонников, чтобы подтвердить свою регистрацию как политической партии.

## Структура
Высшим органом PPT является Национальная ассамблея, члены которой избирают Национального секретаря. Оперативным решением вопросов занимается Национальная дирекция, в которую Национальный секретарь, генеральные секретари региональных организаций и несколько представителей Национальной ассамблеи. Решение организационных вопросов возложено на Политический секретариат во главе с Национальным секретарём. Также действует Организационный секретариат, в который входят секретари финансовый, по коммуникациям, политическим программам, международным отношениям и другим вопросам.
Высшими органами на региональном и местном уровнях являются Региональные Ассамблеи и дирекции, местные дирекции и собрания.
«Отечество для всех» провозглашает свою открытость для любого заинтересованного лица, разделяющего Декларацию принципов партии и готового соблюдать Устав.